# 55 Water Street

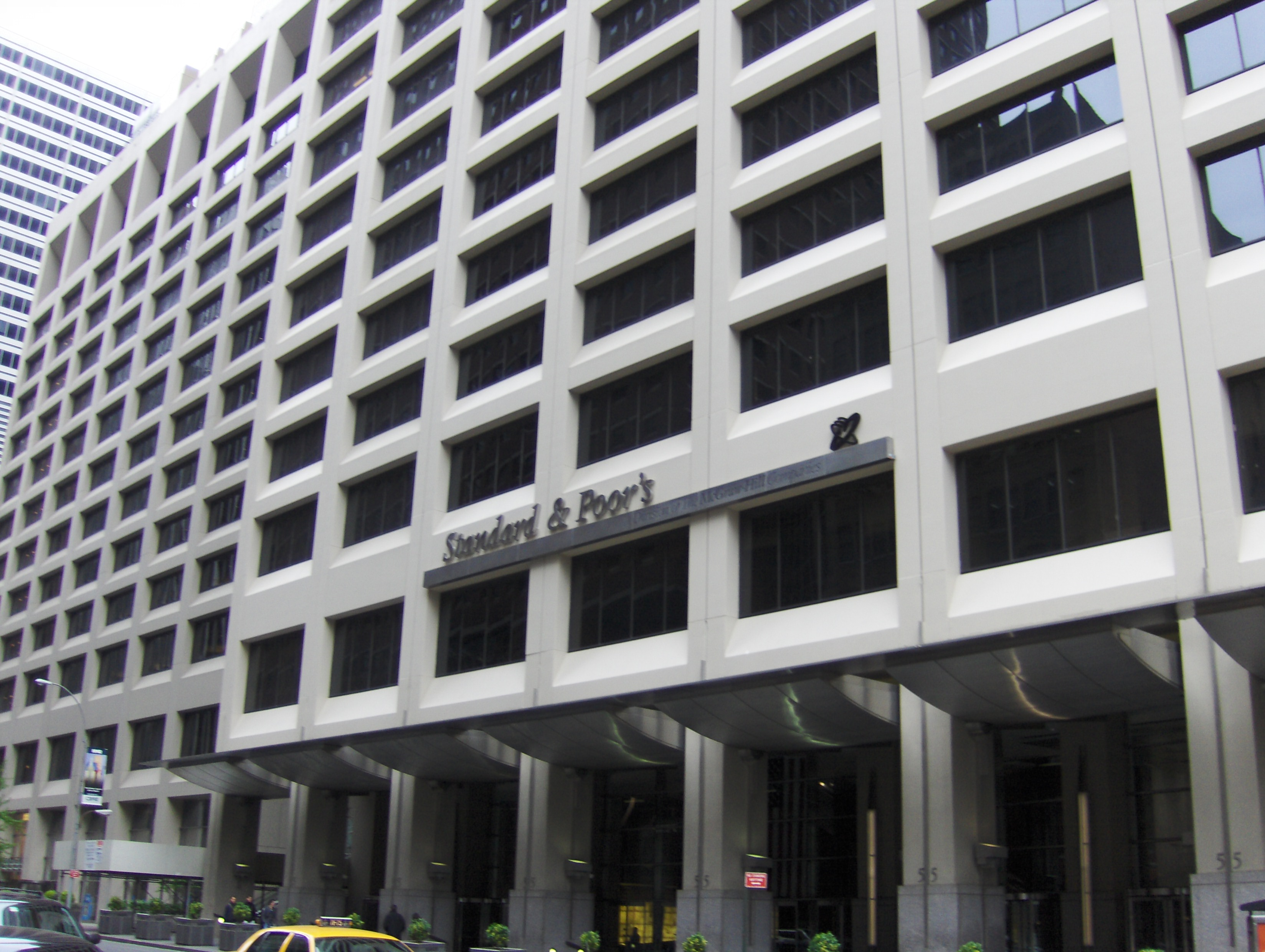
L'edifici a peu de carrer

El 55 Water Street és un gratacel d'oficines de New York (Estats Units) d'estil internacional, situat al downtown Manhattan.
En el moment de la seva construcció el 1972, era l'immoble d'oficines individual més espaiós al món. Resta avui com el més espaiós de New York. Té una alçada fins a la teulada de 209,1 metres i fins a l'antena de 229,5 metres. Compta amb 53 pisos.